# Жонас Гонсалвіш Олівейра
Жо́нас Гонса́лвіш Оліве́йра або просто Жонас (порт. Jonas Gonçalves Oliveira; нар. 1 квітня 1984 року, Бебедору, Бразилія) — колишній бразильський футболіст, що грав на позиції нападника.

## Досягнення
«Сантус»
- Чемпіон Пауліста: 2006, 2007

«Греміу»
- Чемпіон Гаушу: 2010

«Бенфіка»
- Чемпіон Португалії: 2014–15, 2015–16, 2016-17, 2018–19
- Володар Кубка ліги: 2014–15, 2015–16
- Володар Кубка Португалії: 2016-17
- Володар Суперкубка Португалії: 2016, 2017